# گلاب‌لی
گلاب‌لی (به لاتین: Gülablı) یا وازگناشن (ارمنی: Վազգենաշեն) یک روستا در استان آسکران جمهوری آرتساخ / شهرستان آق‌دام جمهوری آرتساخ است. این ناحیه تا سال ۲۰۰۵ میلادی، ۲۲۶ نفر جمعیت داشته است.

## تیراندازی هواپیماهای بدون سرنشین
در ۱۲ سپتامبر ۲۰۱۱ گزارشی مبنی بر سرنگونی یک پهپاد به‌دست پدافند هوایی ارتش تدافعی جمهوری آرتساخ (NKDA) بر فراز فضای هوایی جمهوری آرتساخ، در نزدیکی وازگناشن یا همان گلاب‌لی منتشر شد. بررسی‌های نخستین انجام شده توسط مقامات آرتساخ مدل پهپاد را از نوع هرمس ۴۵۰ اعلام کردند.
وزارت دفاع جمهوری آذربایجان در ابتدا از دست دادن هرگونه هواپیمای بدون سرنشین را تکذیب کرد. اما چند روز بعد، آژانس خبری دولتی APA، به نقل از یک روزنامه ترکیه‌ای، با توضیح مفصلی درباره اینکه پهپاد گویا توسط اسرائیل اداره می‌شد و پروازهای شناسایی از ارمنستان را برای جاسوسی از ایران انجام می‌داد، شواهد بیشتری ارائه داد.

## یادداشت
1. ↑  De Facto and De Jure Population by Administrative Territorial Distribution and Sex بایگانی‌شده  در ۲ مارس ۲۰۱۱ توسط Wayback Machine, Results of 2005 census of the Nagorno-Karabakh Republic.
2. ↑  "Armenia: Military Downed Drone Plane Operated By Azerbaijani Armed Forces." Armenian Reporter. September 16, 2011. Retrieved September 27, 2011.
3. ↑  Mortimer, Gary. "Armenian military shoot down Israeli made drone operated by Azerbaijani armed forces." sUAS News. September 15, 2011. Retrieved September 19, 2011.
4. ↑  Kocera, Joshua. "Azerbaijani Media: That Drone Wasn't Ours -- It Was Israel's!." Eurasianet. September 20, 2011. Retrieved October 30, 2011.

- گلاب‌لی در سرور تحت شبکه نام‌های جغرافیایی